# Leonard Blussé
Leonard Blussé (van Oud Alblas) (Rotterdam, 23 juli 1946) is een Nederlandse sinoloog en historicus. Hij is emeritus hoogleraar aan de Universiteit Leiden en is gespecialiseerd in de geschiedenis van de relaties tussen Azië en Nederland.
Tussen 1965 en 1970 studeerde hij sinologie in Leiden. Toen in 1968 de Parijse studentenrevolte uitbrak ging hij naar Parijs om te proeven van de revolutie. Hij vond het romantische gedoe rond de Chinese leider Mao echter niets. In 1970 ging hij naar Taiwan, waar hij de Chinese taal leerde en een studie antropologie volgde. Hij deed daar ook onderzoek naar de religie van vissers. Er kwamen allerlei verhalen naar boven over “roodharige barbaren”: Nederlanders. Blussé ontdekte dat op het eiland Lamey (Xiaoliuqiu) een massamoord op de bewoners  had plaatsgevonden, uitgevoerd door de Nederlanders, omdat de eilanders leden van de bemanning van twee VOC-schepen hadden opgegeten.
Tussen 1972 en 1975 studeerde Blussé geschiedenis in Tokyo, Japan. Hij verdiende toen wat bij, samen met zijn vriend Willem Remmelink, als acteur in de lokale filmindustrie.
Na enkele jaren bij het Bureau Indonesische Studies te Leiden kwam hij in dienst bij de subfaculteit geschiedenis van de Universiteit Leiden. In 1978 richtte hij samen met George Winius het academische tijdschrift Itinerario op (Cambridge University Press). In 1998 werd hij daar hoogleraar in de geschiedenis van de Europees-Aziatische betrekkingen.
Samen met Wim van den Doel richtte Blussé in 1994 het inmiddels weer opgeheven Crayenborgh College op, de eerste honours class in Nederland waar excellente ouderejaars geschiedenisstudenten in discussie gingen met wereldberoemde historici. In 2000 initieerde Blussé in samenwerking met het Nationaal Archief het TANAP-project. Middels dat project konden Aziatische promovendi met behulp van de bronnen van de VOC hun eigen geschiedenis schrijven.
Vanaf 1999 tot 2011 was hij gasthoogleraar in de geschiedenis van de overzeese Chinezen aan het Nanyang Research Institute van Xiamen University in China.
In 2006-'07, doceerde hij Indonesische geschiedenis aan de Harvard Universiteit en in 2013-'14, de geschiedenis van overzeese Chinezen aan de Kyoto Universiteit. 
Voor zijn boek Bitters bruid ontving Blussé in 1998 de Belgische Gouden Uil in de categorie non-fictie. In 2019 ontving hij de prestigieuze Fukuoka Prize van de Japanse overheid. Hij is lid van de Academia Europaea.
Leonard Blussé is de vader van journalist en radiomaker Julie Blussé.

## Enkele publicaties
- Bitters bruid, een koloniaal huwelijksdrama in de Gouden Eeuw, dat handelt over Cornelia van Nijenroode en haar echtgenoot Bitter
- Kennis en Compagnie. De Verenigde Oost-Indische Compagnie en de moderne Wetenschap, co-auteur Ilonka Ooms.
- Visible Cities. Canton, Nagasaki and Batavia and the Coming of the Americans. Cambridge: Harvard University Press 2008.
- Shiba shiji-mo Badaweiya Tangrenshihui (The Chinese Community of Batavia at the End of the Eighteenth Century). Xiamen: Xiamen University Press 2002.
- Retour Amoy. Anny Tan – Een vrouwenleven in Indonesië, Nederland en China. Amsterdam: Balans Publishers.
- Ba-ta-wei-ya hua-jen yu Chung-ho maoyi (The Chinese of Batavia and Sino-Dutch trade). Guangxi People's Publishing Company, 1997.
- Zhong-he jiaowang shi (A History of Sino-Dutch Relations), Amsterdam: Otto Cramwinckel, 1989,1999. (Dutch translation: Tribuut aan China. 1989, 2008, Japanese Translation Ryu to Mitsubachi,
- Chugokukai-eki no orandajin yonhyakunenshi, Tokyo: Koyo Shobo, 2008).
- Strange Company, Chinese Settlers, Mestizo Women and the Dutch in VOC Batavia, (Verhandelingen KITLV 122), Dordrecht: Foris 1986, 1988).
- Nederlanders Overzee. (with Jaap de Moor) Wever, Franeker 1983.
- Dutch Protestant Missionaries as Protagonists of the Territorial Expansion of the VOC on Formosa 1984
- Retribution and Remorse. The Interaction between the Administration and the Protestant Mission in Early Colonial Formosa. 1994
- De Chinezenmoord: De kolonisatie van Batavia en het bloedbad van 1740 (Amsterdam: Uitgeverij Balans, 2023)